# Токарь

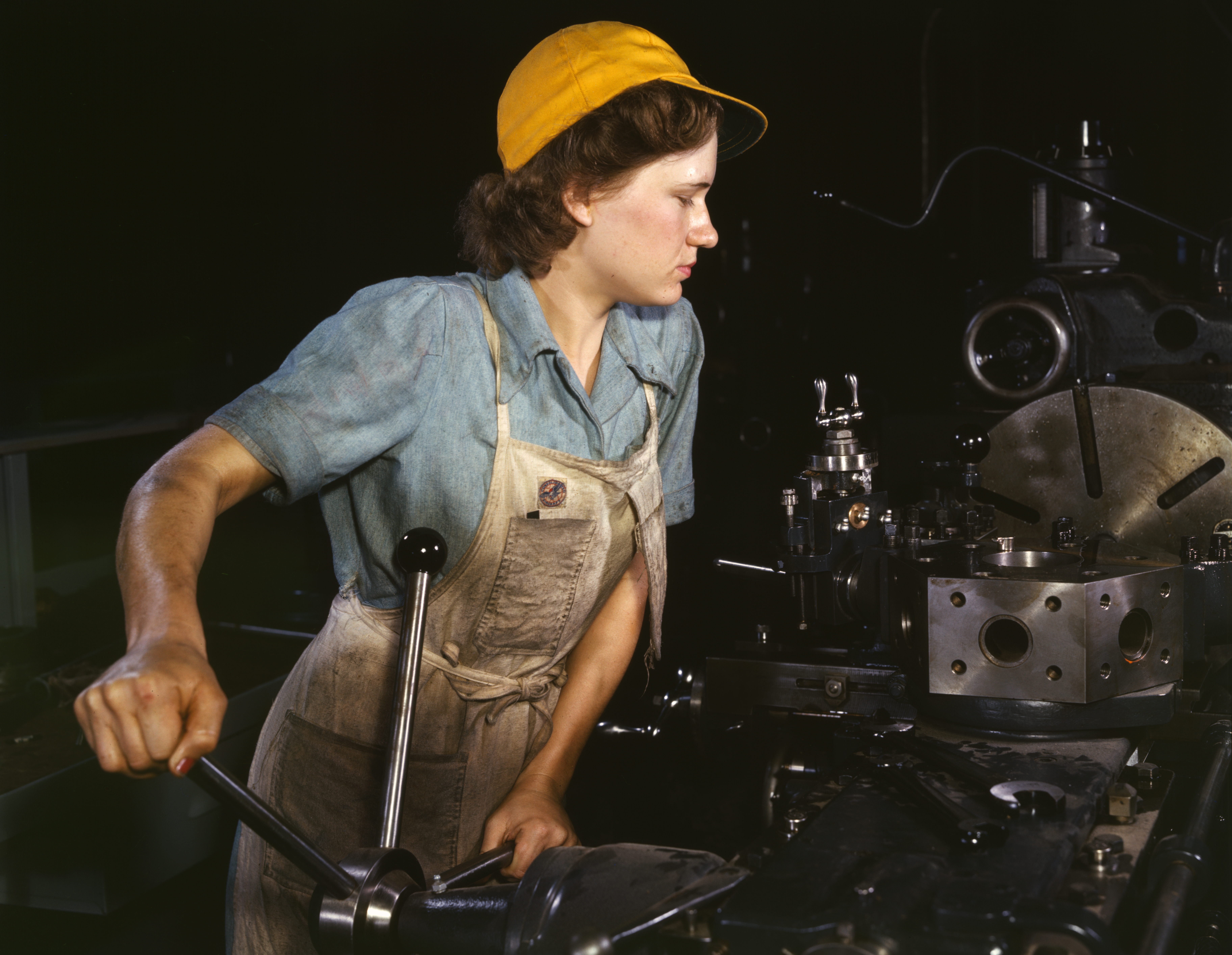
Женщина-токарь. 1942 год, США

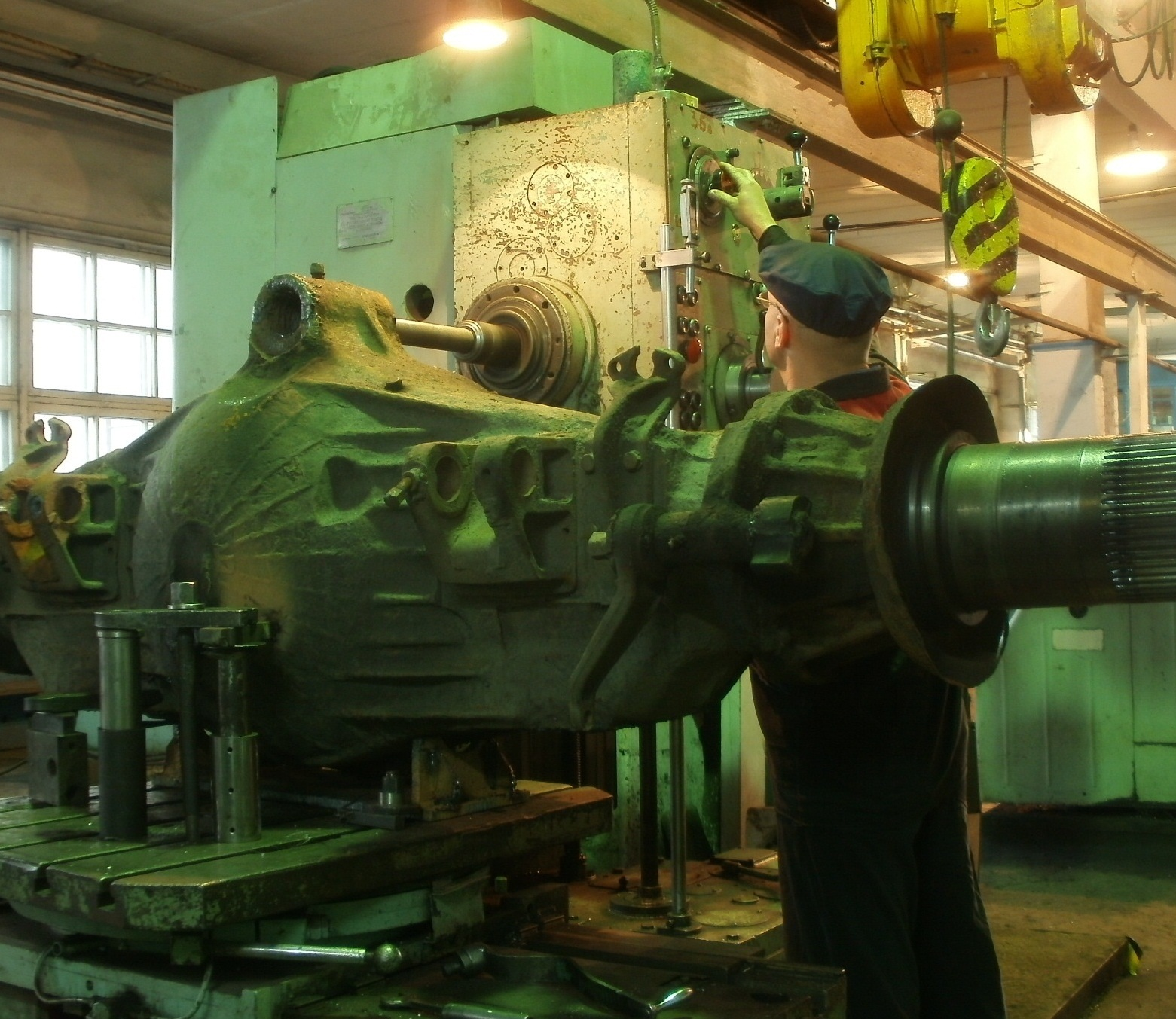
Токарь-расточник. Растачивание отверстия под шкворень вилки заднего моста 40-тонного БелАЗа.

То́карь — рабочий-станочник, специалист по токарному делу — обработке резанием вращающихся заготовок или вращающегося режущего инструмента, по обработке дерева, металла, пластмассы и т. д. Различают четыре основные специализации токаря: токарь-винторезщик, токарь-карусельщик, токарь-расточник, а также станочник широкого профиля. В СССР существовала квалификация токарь-универсал.

## Профессиональные функции
К должностным обязанностям токаря относятся обработка и расточка различных материалов, в том числе нарезание резьбы, калибровка и сверление. Обработка производится на токарном станке с помощью режущих инструментов в соответствии с прилагаемыми к заготовке чертежами и документацией.
К примеру, в России к профессиональным функциям токаря 6-го разряда относятся:
- Токарная обработка и доводка на универсальных токарных станках сложных экспериментальных и дорогостоящих деталей и инструмента по 1-5 квалитетам с большим числом переходов и установок, с труднодоступными для обработки и измерений местами, требующих при установке комбинированного крепления и высокоточной выверки в различных плоскостях. Доводка и полирование по 5 квалитету сложного специального инструмента различной конфигурации с несколькими сопрягающимися поверхностями. Нарезание многозаходных резьб сложного профиля любого модуля и шага. Окончательное нарезание профиля червяков по 6-7 степеням точности. Токарная обработка сложных крупногабаритных деталей, узлов и тонкостенных длинных деталей, подверженных деформации, на универсальных и уникальных токарных станках. Токарная обработка новых и переточка выработанных прокатных валков с калибровкой сложных профилей, в том числе выполнение указанных работ по обработке деталей и инструмента из труднообрабатываемых, высоколегированных жаропрочных материалов методом совмещённой плазменно-механической обработки.

В 2015 году профессия токарь-универсал была внесена Министерством труда Российской Федерации в список 50 наиболее перспективных и востребованных профессий, требующих среднего профессионального образования.

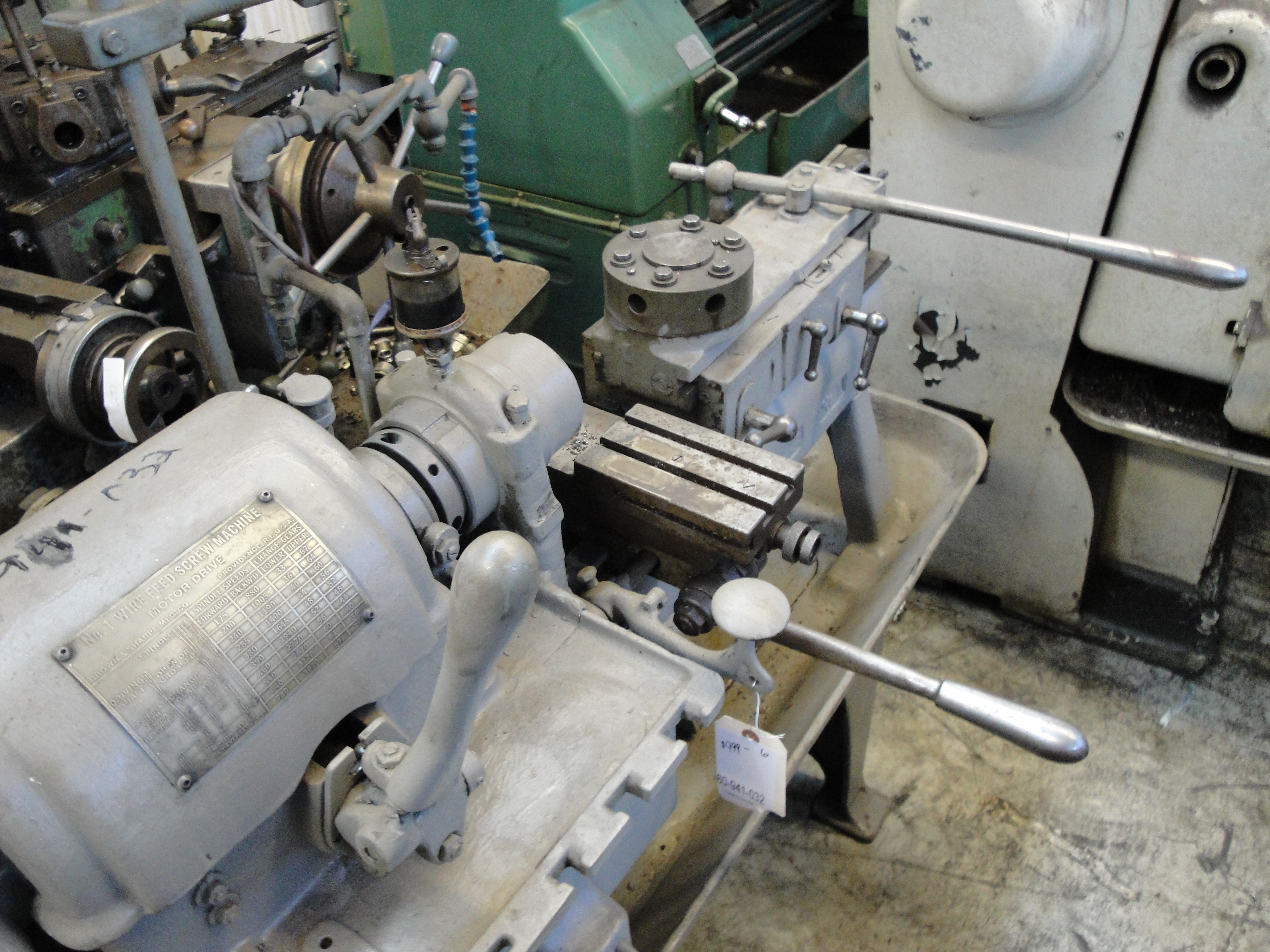
Токарно-револьверный станок.

Есть также узкоспециализированные профессии токарей, закреплённые в российском Едином тарифно-квалификационном справочнике работ и профессий рабочих (ЕТКС). Краткий список таких профессий по ЕТКС РФ:
- токарь на токарно-давильных станках;
- токарь по камню;
- токарь по обработке абразивных изделий;
- токарь по обработке асбестоцементных труб и муфт;
- токарь-затыловщик;
- токарь-карусельщик;
- токарь-полуавтоматчик;
- токарь-расточник;
- токарь-револьверщик.

## Правила безопасности и противопоказания
К самостоятельной работе на токарных станках допускаются лица, прошедшие медицинский осмотр, обучение по программе токаря, инструктаж по охране труда на рабочем месте, ознакомленные с правилами пожарной безопасности и усвоившие безопасные приёмы работы.
Существуют некоторые противопоказания к профессии токаря, среди которых можно выделить заболевания опорно-двигательного аппарата (радикулит), сердечно-сосудистой, нервной и дыхательной систем (бронхиальная астма), а также органов пищеварения, кожных покровов, слуховых и зрительных анализаторов.